# 中國人民政治協商會議連江縣委員會
中国人民政治协商会议连江县委员会，通常簡稱為连江县政協，是中华人民共和国福建省福州市连江县的地方政治協商和諮詢機構，地址位于连江县凤城镇八一六北路81号。委員會約有200餘名委員，其中主席1人、副主席4人、常委45人，另設有祕書長1人。

## 歷屆組成成員

### 第十四屆
- 任期：2021年12月－

- 主席：馮慧欽

- 副主席：林坤、薛新皋、陳輝文、雷春香[1]

- 秘書長：陳成旺[2]